# 横田耕作
横田耕作（よこた こうさく、1947年（昭和22年）7月23日 - ）は、兵庫県出身の浅井流松濤館空手家及び著作家。米国カルフォルニア州在住。海外では Kousaku Yokota の名で通っている。

## 人物
昭和２２年兵庫県芦屋市に生まれる。幼年時代は神戸市東灘区に住み市立小学校を卒業する。中学、高校は西宮にある関西学院に進む。
小学校五年生・10歳で兵庫県[東灘警察署]の道場にて柔道を始め武道に目覚める。柔道で初段を取得後16歳で空手を始める。最初は松濤館と剛柔流の両方の流派を稽古するが一年後、神戸市に本部を構える日本空手協会空手兵庫県本部道場にて松濤館空手に一本化する。その後2001年まで約40年間協会 （JKA) の会員として米国を中心として空手の研修・指導に専心する。1981年にはフルコンタクト空手を経験する為に極真会大阪道場に入門し大山空手を経験する。又1998年、1999年の二年間気功を使った遠当を勉強する目的で西野気功渋谷道場に入門する。二年経っても開祖西野の気功が効かず西野の前に立つことを禁止されたことから脱退する。2000年に米国加州に引っ越す。
2001年に空手協会から脱退し浅井哲彦を慕い日本空手松濤連盟（JKS）に移籍する。浅井が死去する2006年まで浅井流空手の薫陶を受け自身の空手も大きく変化する。浅井の名と浅井流空手を世に広めるのを人生の目的と決心するが浅井の死去、後浅井空手が消えてゆく状況に危惧を抱く。2009年に連盟を脱退し独自に浅井空手を世界に広めようと決意する。2013年5月に組織：ASAI（Asai shotokan Association International）を設立し主席師範となる。現在米国加州首都サクラメント市近郊に在住し世界各地にて講習会を開き浅井空手を広めている。

## 著作リスト
- Shotokan Myths：https://www.amazon.co.jp/Shotokan-Myths-Forbidden-Answers-Mysteries-ebook/dp/B017GG512W/ref=sr_1_1?s=books&ie=UTF8&qid=1492409856&sr=8-1&keywords=shotokan+myths

- Shotokan Mysteries: https://www.amazon.co.jp/s/ref=nb_sb_ss_ime_rsis_2_11?__mk_ja_JP=%E3%82%AB%E3%82%BF%E3%82%AB%E3%83%8A&url=search-alias%3Daps&field-keywords=shotokan+mysteries&sprefix=shotokan+my%2Caps%2C157

- Shotokan Transcendence: https://www.amazon.co.jp/Shotokan-Transcendence-Stealth-Riddles-Funakoshi-ebook/dp/B00Y1Q9MSU/ref=sr_1_1?ie=UTF8&qid=1492410001&sr=8-1&keywords=Kousaku+Yokota

- Karatedo Paradigm Shift: https://www.amazon.com/Karatedo-Paradigm-Shift-Rediscovering-Karate-ebook/dp/B07237WRK4/ref=sr_1_fkmrnull_1?keywords=karatedo+paradigm+shift&qid=1551850010&s=gateway&sr=8-1-fkmrnull

- Karatedo Quantum Leap：https://www.amazon.com/Karatedo-Quantum-Leap-Advancing-Understanding/dp/0998223638/ref=sr_1_fkmrnull_1?keywords=karate+do+quantum+leap&qid=1551850177&s=gateway&sr=8-1-fkmrnull